# Latta Corona
La Latta Corona è una struttura geologica della superficie di Venere.